# 김치찌개 돈가스
김치찌개 돈가스는 김치찌개와 돈가스가 합쳐져서 나온 음식이다. 대한민국 음식과 일본 음식이 합쳐진 음식이 된다.

## 설명
김치찌개 돈가스는 김치와 돈가스의 음식이 모두 들어간 음식이기 때문에 매우 독특한 맛을 내는 음식이 된다. 김치찌개 돈가스는 돈가스를 주로 판매하는 음식점에서 판매하지만 돈가스 전문 음식점이 아닌 일반적인 음식점에서도 파는 음식이 된다. 돈가스를 주로 파는 음식 기업인 국수나무에서도 김치찌개 돈가스를 팔고 있으며 국수나무의 음식점에서는 김치찌개 돈가스가 식당의 메뉴로 판매되고 있다.

## 같이 보기
- 김치찌개
- 돈가스